# James Milner
James Philip Milner (* 4. ledna 1986 Leeds) je anglický profesionální fotbalista, který hraje na pozici středního záložníka za anglický klub Brighton & Hove Albion FC. Mezi lety 2009 a 2016 odehrál také 61 zápasů v dresu anglické reprezentace, ve kterých se jednou střelecky prosadil.

## Klubová kariéra

### Leeds United
Milner se poprvé objevil na hřišti v dresu Leedsu v listopadu 2002 v zápase proti West Hamu United. V té době byl díky tomuto střídání druhým nejmladším hráčem, který kdy nastoupil v Premier League. 26. prosince téhož roku se stal nejmladším střelcem Premier League, když dal gól při výhře 2:1 nad Sunderlandem (jeho rekord byl překonán v roce 2005 Jamesem Vaughanem). Kvůli finančním potížím klubu jej byl Leeds nucen prodat do Newcastlu United za částku kolem 3,6 miliónu liber.

### Newcastle United
James vstřelil svůj premiérový gól za Newcastle již v předsezónní přípravě v létě 2004. Svůj první soutěžní gól za klub vstřelil v zápase proti Middlesbrough FC 18. srpna 2004. Milner se pomalu v Newcastlu dostával do tempa, ale poté přišlo odvolání manažera Bobbyho Robsona, kterého nahradil Graeme Souness. Ten Milnerovi nedával tolik příležitostí a po koupi Nolberta Solana z Aston Villy odešel Milner na hostování právě do birminghamského celku.

#### Aston Villa (hostování)
James přišel do Aston Villy na začátku sezóny 2005/06 a svůj debut si odbyl v zápase proti West Hamu 12. září 2005. Tehdejší manažer Villans David O'Leary se z Milnerova příchodu do týmu těšil a v průběhu sezóny naznačil, že by jej v klubu rád měl natrvalo. Aston Villa i Newcastle v sezóně prošli změnou manažerů. Novým manažerem Villy se stal Martin O'Neill a vedení Newcastlu se ujal Glenn Roeder. I přes zájem O'Neilla o Milnera se však nakonec Newcastle s Aston Villou nedohodl, a i když už přestup vypadal být hotov, povolal jej z hostování zpět.

#### Návrat do Newcastlu United
Nový manažer Glenn Roeder dával Milnerovi mnohem více prostoru, nastupoval takřka v každém zápase v základní sestavě. Chválil jej také za jeho přístup v tréninku. Na konci sezóny 2006/07 podepsal James v Newcastlu smlouvu do roku 2011, když vedení klubu převzal Sam Allardyce. V říjnu 2007 vstřelil jubilejní 500. domácí gól Newcastlu v Premier League.
Sezónu 2008/09 sice začal v dresu Newcastlu a dokonce dal gól v zápase Carling Cupu proti Coventry City FC, nicméně po něm bylo zveřejněno, že v předchozím týdnu předal klubu písemnou žádost o přestup.

### Aston Villa
James podepsal v Aston Ville čtyřletou smlouvu 29. srpna 2008, dva dny před koncem letního přestupového období pro anglické kluby. Částka za přestup byla údajně 12 miliónů liber. První gól v Premier League ve svém druhém působení v Aston Ville přišel 17. ledna 2009 v zápase proti Sunderlandu. Díky svým výkonům v dresu Villans si vysloužil také pozvánku do reprezentace od manažera Fabia Capella.
19. května přišla nabídka na 20 miliónů liber za Milnerovy služby z Manchesteru City, tu však manažer Martin O'Neill odmítl. 22. července řekl, že Milner naznačil, že by do týmu City chtěl odejít, ale stane se to, pouze pokud City splní finanční požadavky Aston Villy.

### Manchester City
17. srpna 2010 se kluby dohodly na přestupu v údajné hodnotě 24 miliónů liber a opačným směrem putoval Stephen Ireland. Milner během svého debutu v zápase proti Liverpoolu 23. srpna 2010 připravil gólovou přihrávku pro svého bývalého spoluhráče z Aston Villy Garetha Barryho. První soutěžní gól za Manchester City vstřelil v lednovém zápase FA Cupu proti Leicester City FC, který skončil 2:2. První gól v Premier League přišel v zápase proti Evertonu v září 2011, který Citizens vyhráli 2:0. S klubem vyhrál dvakrát Premier League (2011/12 a 2013/14).

### Liverpool
V červnu 2015 se dohodl na přestupu do Liverpool FC, přišel po vypršení smlouvy jako volný hráč (zadarmo). Pod novým manažerem Jürgenem Kloppem se stal zástupcem kapitána. Debutoval v zápase proti Stoke City při výhře 1:0. V září 2015 vstřelil svoji první branku v dresu Reds, a to v zápase proti Aston Ville.
V prosinci 2018 se stal třináctým hráčem v historii Premier League, který dosáhl mety 500 zápasů. V červnu 2019 vyhrál Milner s Liverpoolem Ligu mistrů, když ve finále porazili Tottenham Hotspur 2:0. V srpnu téhož roku se Milner radoval také z vítězství v Superpoháru UEFA, ve kterém Reds porazili Chelsea po penaltovém rozstřelu. S Liverpoolem vyhrál také Mistrovství světa ve fotbale klubů, když ve finále porazili Flamengo 1:0.
Dne 25. června 2020 získal Milner svůj třetí titul v Premier League, když se Liverpool stal mistrem Anglie po třiceti letech.
Milner v sezoně 2022/23 zasáhl do 31 ligových zápasů, většinou ale v roli náhradníka, načež Liverpool v květnu 2023 oznámil, že s ostříleným hráčem neprodlouží končící smlouvu.

### Brighton & Hove Albion
Dne 14. června 2023 oznámil klub Brighton & Hove Albion, že Milner se k němu připojí po vypršení jeho smlouvy s Liverpoolem na konci měsíce. Podepsal jednoletou smlouvu s možností prodloužení o další rok. Dne 22. ledna 2024 odehrál Milner svůj 633. zápas v Premier League během bezbrankové remízy proti Wolverhamptonu na domácí půdě, čímž překonal Ryana Giggse a posunul se na druhé místo v historické tabulce startů, kde je před ním pouze Gareth Barry s 653 zápasy. Dne 15. května 2024 podepsal Milner novou jednoletou smlouvu s Brightonem.

## Reprezentační kariéra
V A-mužstvu Anglie debutoval 12. 8. 2009 v přátelském utkání v Amsterdamu proti týmu Nizozemska (remíza 2:2).
Zúčastnil se Mistrovství světa 2010 v Jihoafrické republice a EURA 2012 v Polsku a na Ukrajině.
Trenér Roy Hodgson jej vzal na Mistrovství světa 2014 v Brazílii, kde Angličané vypadli již v základní skupině D, obsadili s jedním bodem poslední čtvrtou příčku.

Pod vedením trenéra Roye Hodgsona se zúčastnil i EURA 2016 ve Francii, kam se Anglie suverénně probojovala bez ztráty bodu z kvalifikační skupiny E.
V srpnu 2016 ukončil reprezentační kariéru, celkem odehrál za anglický národní tým 61 zápasů a vstřelil jeden gól (7. září 2012 proti Moldavsku při výhře 5:0).

## Ocenění

### Klubová

#### Newcastle United
- Pohár Intertoto: 2006[60]

#### Manchester City
- Premier League: 2011/12, 2013/14[61]
- FA Cup: 2010/11[62]
- EFL Cup: 2013/14[63]
- Community Shield: 2012[64]

#### Liverpool
- Premier League: 2019/20[61]
- Liga mistrů UEFA: 2018/19[65]
- Superpohár UEFA: 2019[66]
- Mistrovství světa klubů: 2019[67]
- FA Cup: 2021/22
- Community Shield: 2022
- EFL Cup: 2021/22

### Reprezentační

#### Anglie U21
- Mistrovství Evropy do 21 let: 2009 (druhé místo)[68]

### Individuální
- PFA Mladý hráč sezóny (2009/10)[69]
- PFA Premier League sestava roku (2009/10)[69]